# Ипатинга
Ипатинга (порт. Ipatinga) — муниципалитет в Бразилии, входит в штат Минас-Жерайс. Составная часть мезорегиона Вали-ду-Риу-Доси и центр городской агломерации Вали-ду-Асу. Входит в экономико-статистический микрорегион Ипатинга. Население составляет 238 397 человек на 2007 год. Занимает площадь 165,509 км². Плотность населения — 1440,4 чел./км².

## История
Город основан 29 апреля 1964 года.

## Статистика
- Валовой внутренний продукт на 2005 год составляет 4 422 997 тыс. реалов (данные: Бразильский институт географии и статистики).
- Валовой внутренний продукт на душу населения на 2005 год составляет 18 998,00 реалов (данные: Бразильский институт географии и статистики).
- Индекс развития человеческого потенциала на 2006 год составляет 0,806 (данные: Программа развития ООН).

## Спорт
Футбольный клуб «Ипатинга» в 2008 году стал дебютантом высшего дивизиона (Серии A) чемпионата Бразилии.